# Pontida
Pontida (lombardul: Püntìda) település Olaszországban, Lombardia régióban, Bergamo megyében. Lakosainak száma 3233 fő (2023. január 1.). Pontida Caprino Bergamasco, Cisano Bergamasco, Ambivere, Brivio, Carvico, Villa d’Adda, Palazzago, Sotto il Monte Giovanni XXIII és Calco községekkel határos.

## Népesség
A település lakossága az elmúlt években az alábbi módon változott:
| Lakosok száma | 3303 | 3358 | 3233 |
|               | 2017 | 2018 | 2023 |